# Gempílids

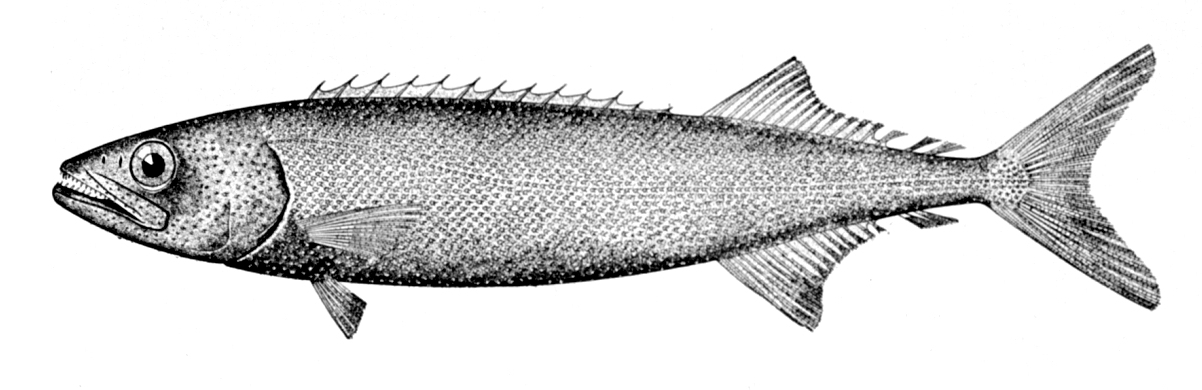
Nesiarchus nasutus

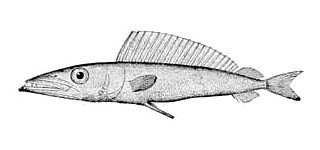
Promethichthys prometheus

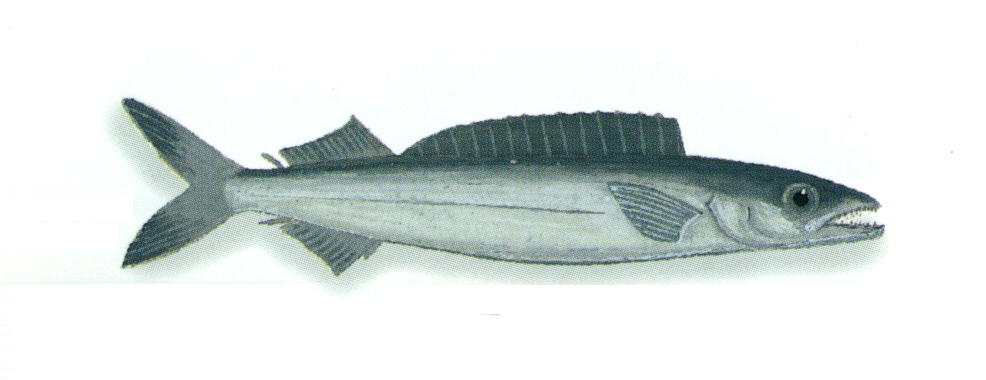
Promethichthys prometheus

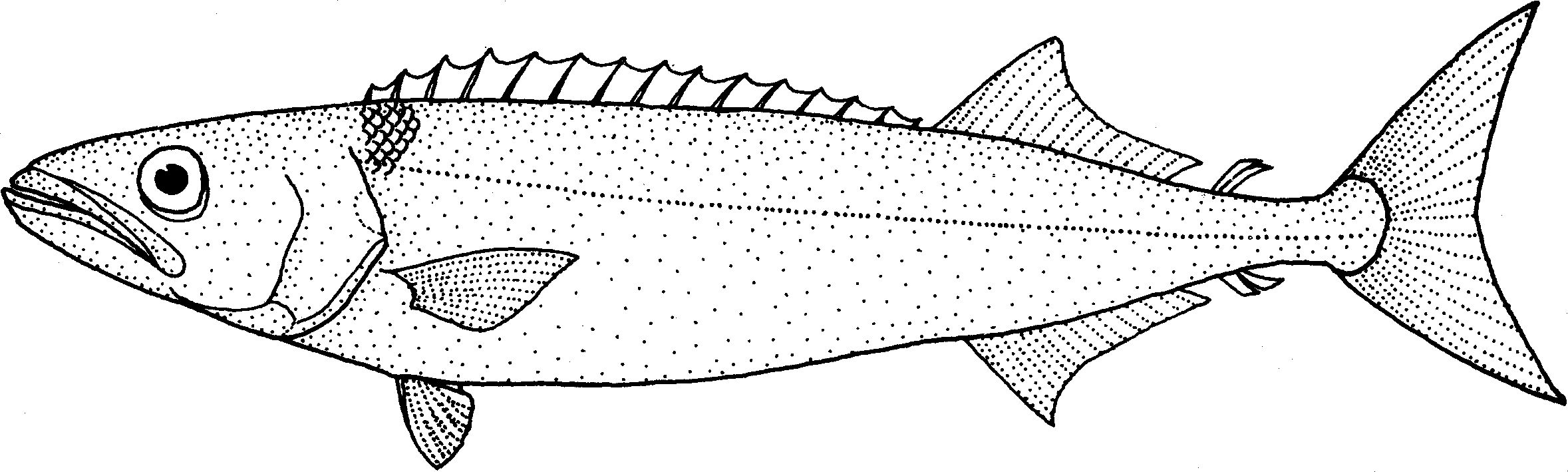
Ruvettus pretiosus

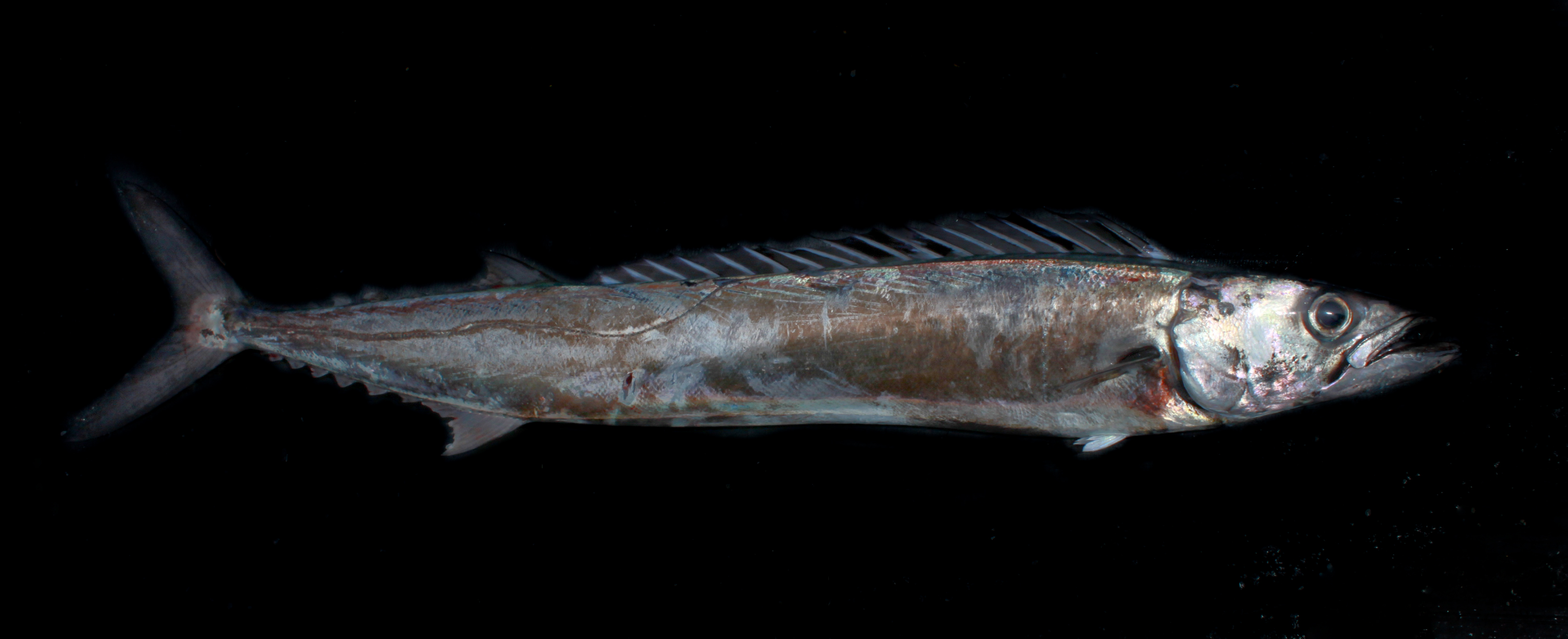
Thyrsites atun

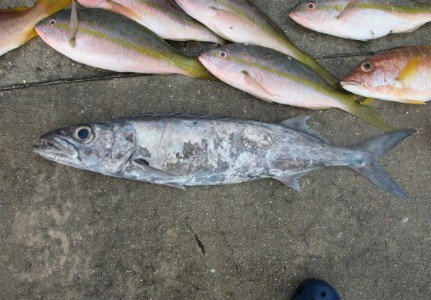
Epinnula magistralis

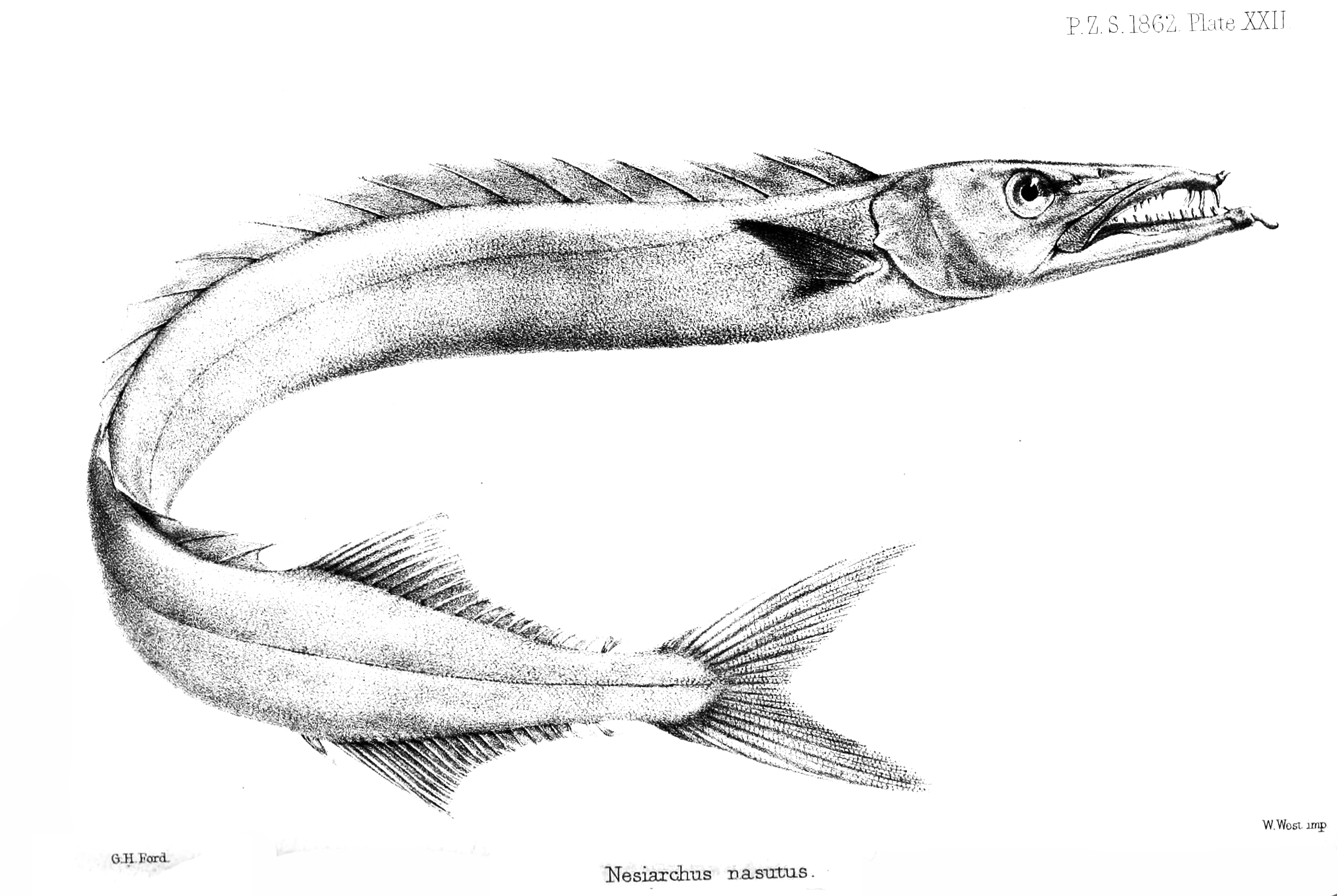
Nesiarchus nasutus (il·lustració del 1862)

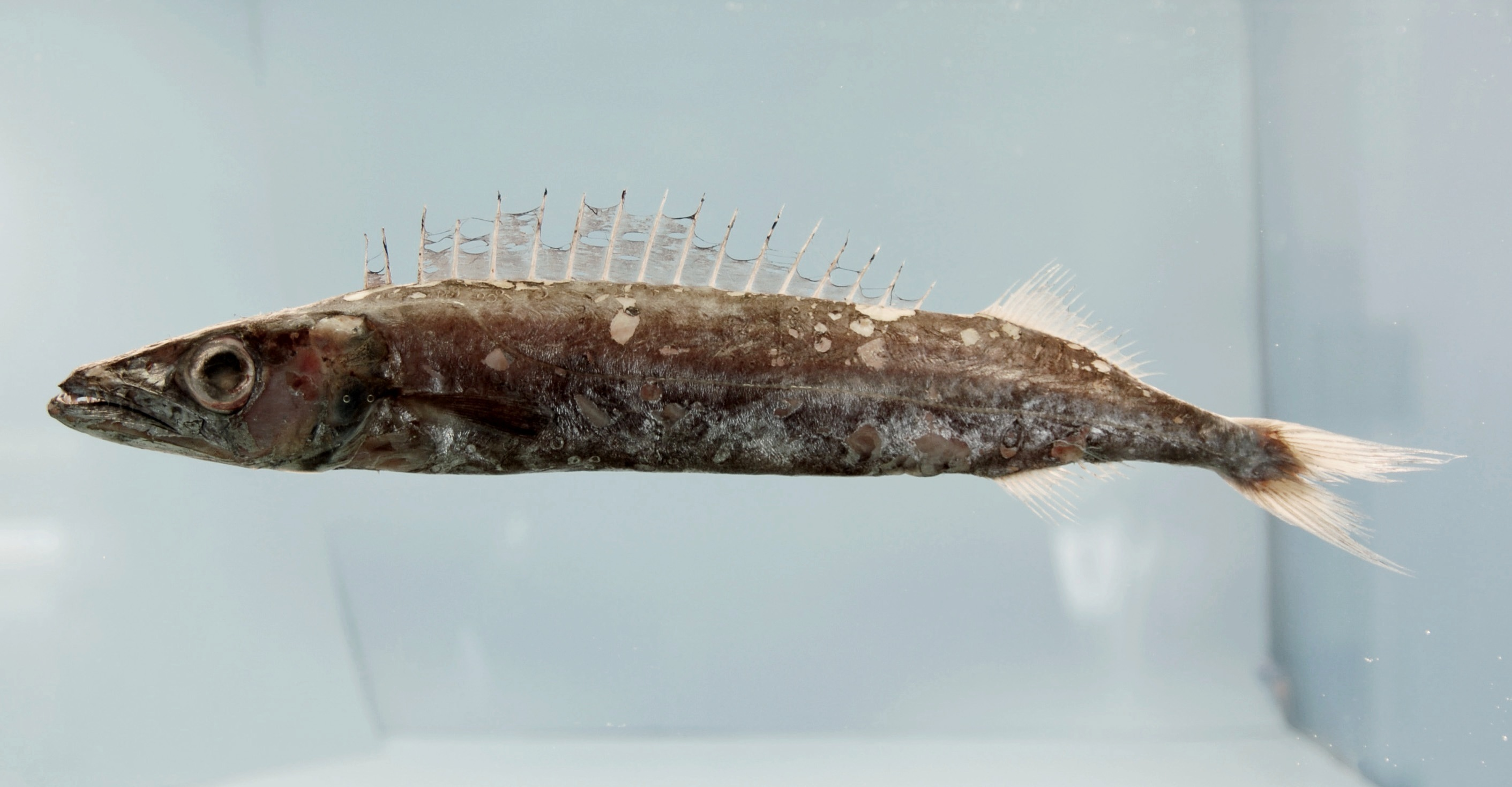
Promethichthys prometheus

Els gempílids (Gempylidae) són una família de peixos marins pertanyent a l'ordre dels perciformes.

## Etimologia
Del grec gempylos (una mena de peix).

## Descripció
- Les espècies més grosses (com ara, Thyrsites atun) poden créixer fins als 2 m de llargària.
- Cos allargat (amb una aparença similar a la de la barracuda), fusiforme i comprimit.
- Boca grossa amb la mandíbula inferior projectant (la superior no ho és) i amb la presència de dents fortes i ullals.
- Dos orificis nasals a cada costat del musell.
- Aletes pèlviques inexistents o molt petites, les quals, generalment, es redueixen a una sola espina.
- Dues aletes dorsals (la primera més allargada que la segona).
- Aletes pectorals petites o moderades.
- Aleta anal similar a la segona dorsal en forma i grandària, i, sovint, precedida per una o dues espines lliures.
- Aleta caudal bifurcada
- Tenen, normalment, una mena d'aletes molt diminutes per darrere de les aletes dorsal i anal.
- Branquispines generalment subdesenvolupades.
- 1 o més línies laterals que acaben a la base de l'aleta caudal.
- Escates petites (o absents) i cicloides (de vegades, modificades).[4][5][6]

## Reproducció
Té lloc durant tot l'any en aigües càlides. Les larves i els ous són pelàgics.

## Alimentació
Són depredadors oceànics de natació ràpida (llevat del gènere Diplospinus) que es nodreixen de peixos, calamars i crustacis.

## Hàbitat
Generalment, són peixos oceànics, epipelàgics, mesopelàgics i bentopelàgics que es troben en aigües molt fondes (entre 150 i 1.200 m) durant el dia i pugen a prop de la superfície durant la nit.

## Distribució geogràfica
Viuen als oceans i mars tropicals i subtropicals.

## Gèneres
- Diplospinus (Maul, 1948)[8]
  - Diplospinus multistriatus (Maul, 1948)
- Epinnula (Poey, 1854)[9]
  - Epinnula magistralis (Poey, 1854)
- Gempylus (Cuvier, 1829)[10]
  - Gempylus serpens (Cuvier, 1829)
- Lepidocybium (Gill, 1862)[11]
  - Lepidocybium flavobrunneum (Smith, 1843)
- Nealotus (Johnson, 1865)[12]
  - Nealotus tripes (Johnson, 1865)
- Neoepinnula (Matsubara & Iwai, 1952)[13]
  - Neoepinnula americana (Grey, 1953)
  - Neoepinnula orientalis (Gilchrist & von Bonde, 1924)
- Nesiarchus (Johnson, 1862)[14]
  - Nesiarchus nasutus (Johnson, 1862)
- Paradiplospinus (Andriashev, 1960)[15]
  - Paradiplospinus antarcticus (Andriashev, 1960)
  - Paradiplospinus gracilis (Brauer, 1906)
- Promethichthys (Gill, 1893)[16]
  - Promethichthys prometheus (Cuvier, 1832)
- Rexea (Waite, 1911)[17]
  - Rexea alisae (Roberts & Stewart, 1997)
  - Rexea antefurcata (Parin, 1989)
  - Rexea bengalensis (Alcock, 1894)
  - Rexea brevilineata (Parin, 1989)
  - Rexea nakamurai (Parin, 1989)
  - Rexea prometheoides (Bleeker, 1856)
  - Rexea solandri (Cuvier, 1832)
- Rexichthys (Parin & Astakhov, 1987)[18]
  - Rexichthys johnpaxtoni (Parin & Astakhov, 1987)
- Ruvettus (Cocco, 1833)[19]
  - Ruvet (Ruvettus pretiosus) (Cocco, 1833)
- Thyrsites (Lesson, 1831)[20]
  - Thyrsites atun (Euphrasen, 1791)
- Thyrsitoides (Fowler, 1929)[21]
  - Thyrsitoides marleyi (Fowler, 1929)
- Thyrsitops (Gill, 1862)[11]
  - Thyrsitops lepidopoides (Cuvier, 1832)
- Tongaichthys (Nakamura & Fujii, 1983)[22]
  - Tongaichthys robustus (Nakamura & Fujii, 1983)[23][24][25][5][26][27][28]

## Ús comercial
Algunes espècies són objecte de la pesca comercial car llur carn és comestible, tot i que oliosa, i d'altres apreciades pels afeccionats a la pesca esportiva.